# Bruchus subdentatus
Bruchus subdentatus là một loài bọ cánh cứng trong họ Bruchidae. Loài này được Rey miêu tả khoa học năm 1893.